# قائمة الخطاطين العثمانيين
القائمة التالية تستعرض بعضاً من الخطاطين العثمانيين.

## القرن الخامس - السادس عشر الميلادي
- الحافظ عثمان
- سيد قاسم غباري
- أحمد قره حصاري
- حمد الله الأماسي
- تاجي زاده جعفر الجلبي [الإنجليزية]
- مصطفى علي عبد المولى

## القرن السابع- الثامن عشر الميلادي
- محمد أسعد اليساري
- يساري زاده مصطفى عزت
- الدرويش علي
- عبد الله وصاف [التركية]
- محمد راسم أفندي [التركية]
- أسماء عبرت خانم
- محمود جلال الدين
- صويولجي
- يدي قللي سيد عبد الله [الإنجليزية]
- عبد الرحمن حلمي
- إسماعيل زهدي [الإنجليزية]

## القرن التاسع - العشرون الميلادي
- محسن زاده عبد الله [التركية]
- حبيبة خانم [التركية]
- قايش زاده حافظ عثمان [التركية]
- محمد علمي أفندي [التركية]
- عمر وصفي أفندي [التركية]
- مصطفى حليم أوزيازجي
- محمود جلال الدين
- قاضي عسكر مصطفى عزت
- محمد شوقي أفندي
- سامي أفندي
- محمد عبد العزيز الرفاعي
- مصطفى راقم أفندي
- محمد نظيف
- حامد الآمدي